# Olympische Jugend-Sommerspiele 2018/Teilnehmer (Nepal)
| Gelbes Symbol für Goldmedaillen mit stilisierten Olympischen Ringen | Graues Symbol für Silbermedaillen mit stilisierten Olympischen Ringen | Braundes Symbol für Bronzemedaillen mit stilisierten Olympischen Ringen |
| ------------------------------------------------------------------- | --------------------------------------------------------------------- | ----------------------------------------------------------------------- |
| —                                                                   | —                                                                     | —                                                                       |

Die Jugend-Olympiamannschaft aus Nepal für die III. Olympischen Jugend-Sommerspiele vom 6. bis 18. Oktober 2018 in Buenos Aires (Argentinien) bestand aus drei Athleten.

## Athleten nach Sportarten

### Badminton
Jungen
- Rukesh Maharjan
Einzel: Rückzug nach 1. Match
Mixed: 5. Platz (im Team Sigma)

### Judo
Mädchen
- Soniya Bhatta
Klasse bis 44 kg: 13. Platz
Mixed: 5. Platz (im Team Los Angeles)

### Leichtathletik
Mädchen
- Lujahla Amatya
200 m: 21. Platz